# ESO 306-17
ESO 306-17 (również PGC 17570 i AM 0538-405) – duża galaktyka eliptyczna, znajdująca się w konstelacji Gołębia w odległości około 500 milionów lat świetlnych od Ziemi. Galaktyka ta ma około 1 milion lat świetlnych średnicy.
ESO 306-17 powstała prawdopodobnie w wyniku wchłonięcia pobliskich galaktyk, które dostały się pod wpływ jej przyciągania grawitacyjnego. Na zdjęciu galaktyka ta wydaja się być otoczona przez inne galaktyki, znajdujące się jednak w innej odległości i jedynie widoczne w tej samej linii co ESO 306-17. Jest ona otoczona jedynie przez gorący gaz, oraz, prawdopodobnie, przez duże ilości ciemnej materii. Samotne galaktyki tego typu są określane jako gromady szczątkowe.
ESO 306-17 jest drastycznym przykładem „galaktycznego kanibalizmu”. Prawdopodobnie tak długo wchłaniała okoliczne galaktyki, aż w pobliżu nie pozostała już żadna inna. Na zdjęciach wykonanych przez Kosmiczny Teleskop Hubble’a widoczne są słabe grupy gromad kulistych, które były związane na tyle silnie grawitacyjnie, że nie rozpadły się w trakcie wchłaniania ich galaktyki macierzystej. Zdjęcia tej galaktyki posłużą też poszukiwaniom ultrazwartych galaktyk karłowatych, których większość można odnaleźć w okolicach olbrzymich galaktyk eliptycznych znajdujących się w dużych gromadach galaktyk. Zbadanie okolicznych gromad oraz ewentualnych wchłoniętych galaktyk karłowatych będzie pomocne w odtworzeniu historii galaktyki ESO 306-17.